# 梅尔珀斯
梅尔珀斯（德語：Melpers，發音：[ˈmɛlpɐs]）是德国图林根州施马尔卡尔登-迈宁根县曾经的一个市镇，面积2.83平方千米，2017年12月31日人口为90人。2019年1月1日，梅尔珀斯与另外5个市镇并入市镇卡尔滕诺德海姆。